# Diakonissenkrankenhaus Flensburg
Das Diakonissenkrankenhaus (im Petuh Anstalt oder Dikkenissenanstalt) in Flensburg ist ein Teil der Evangelisch-Lutherische Diakonissenanstalt Flensburg.

## Hintergrund
Das Krankenhausgelände erstreckt sich von der Knuthstraße (Haupteingang) über den Burgplatz (Flensburg), die Duburger Straße und in Höhe des Stadtparks bis zum Marienhölzungsweg. Das Krankenhaus versorgt mit seinen Einrichtungen jährlich über 25.000 stationäre und 65.000 ambulante Patienten. Dem Krankenhausträger, dem Evangelisch-Lutherischen Diakonissenanstalt Flensburg, gehören außer dem Diakonissenkrankenhaus weitere Krankenhäuser und Pflegeeinrichtungen, eine Kindertagesstätte sowie eine Servicegesellschaft. Mit dem benachbarten Malteser-Krankenhaus St. Franziskus-Hospital kooperiert das Krankenhaus heute.

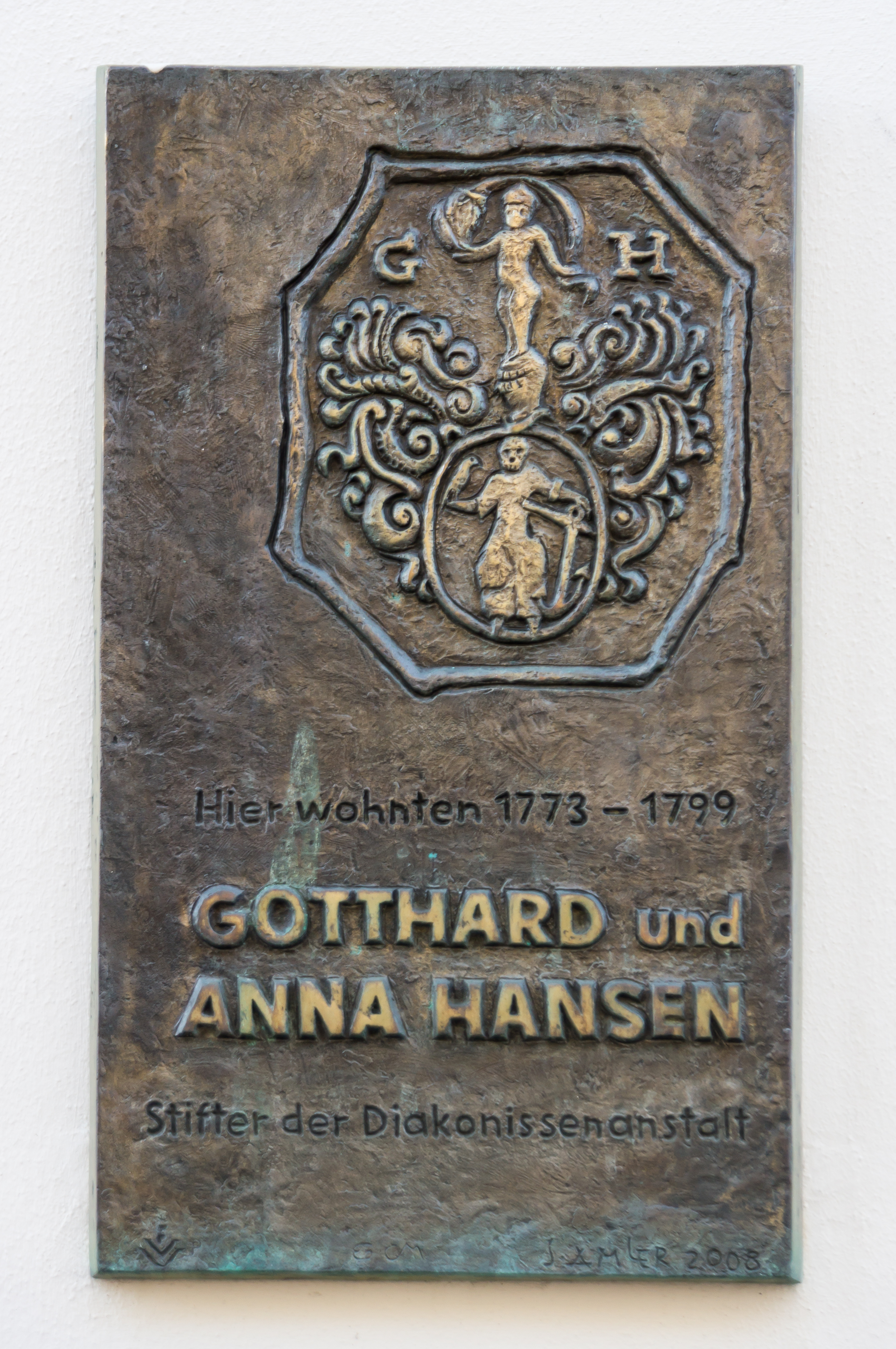
Stifter Hansen (Siegbert Amler)

## Geschichte
Am 29. September 1874 übernahmen drei Diakonissen ein von den Eheleuten Anna und Gotthard Hansen gestiftetes Hospital. Das Krankenhaus wurde seitdem ständig erweitert. Theodor Schäfer erwähnt 1889 in seinem Leitfaden der Inneren Mission bereits  181 Diakonissen unter Leitung von Pastor Wacker und Oberin Albertine von Lüderitz. 1881–1883 wurde auf der Westlichen Höhe das Diakonissenkrankenhaus Flensburg errichtet. Gleichzeitig wurde im Ortsteil auch die Diako-Kirche der Anstaltsgemeinde errichtet. Teile des heutigen Krankenhausensembles gehören zu den Kulturdenkmalen der Stadt.

## Kliniken

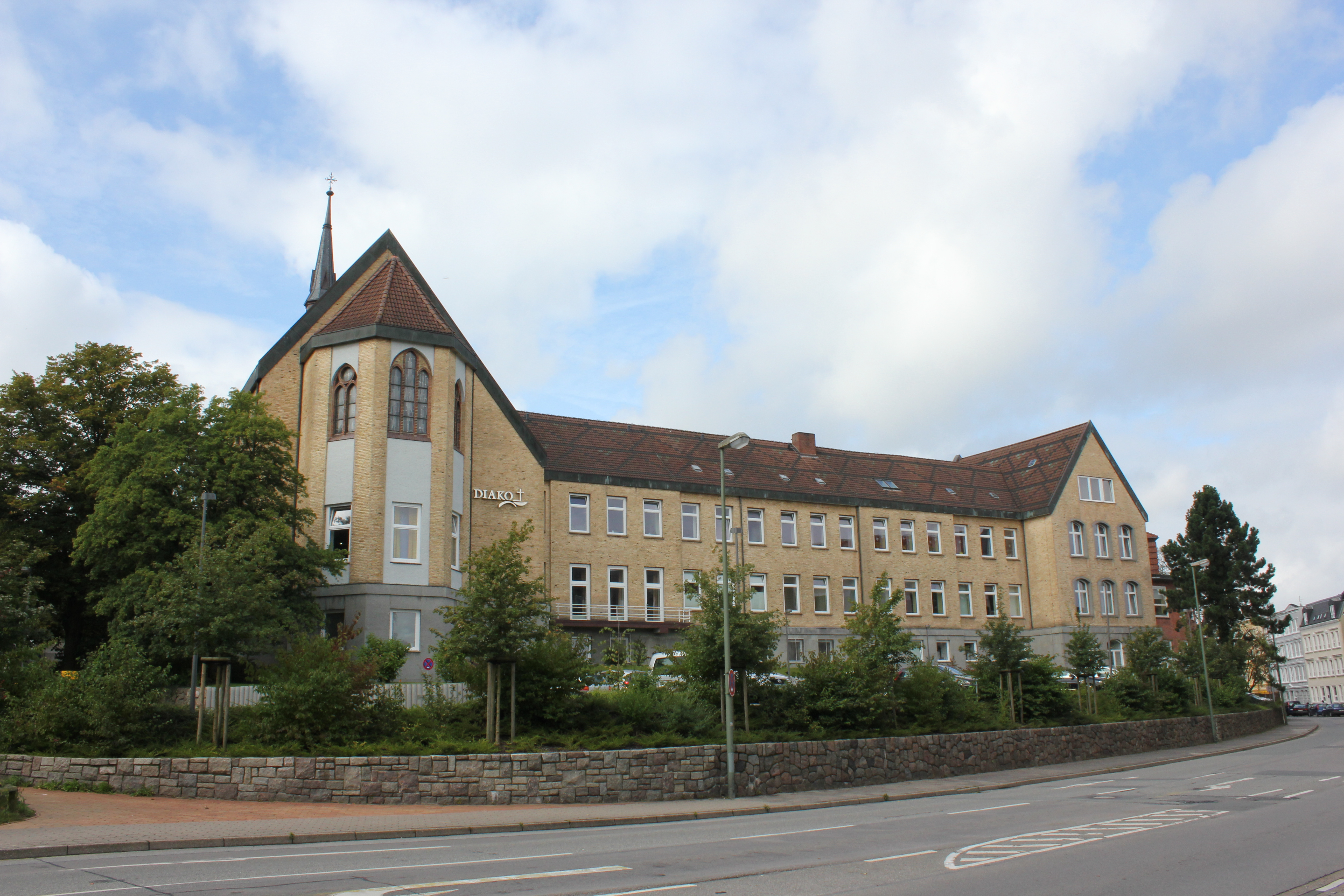
Gebäuderiegel an der Knuthstraße von 1899/1912 mit der eingebauten Diakonissenkirche

Das Diakonissenkrankenhaus Flensburg gliedert sich in über 20 verschiedene Kliniken, Institute und Zentren mit den zugehörigen Abteilungen, die die Versorgung der Patienten sicherstellen:
- Innere Medizin
- Neurologie
- Unfallchirurgie und Orthopädie
- Neurochirurgie
- Gefäßchirurgie
- Plastische Chirurgie
- Urologie
- Gynäkologie
- Kinder- und Jugendmedizin
- Psychiatrie
- Kinder- und Jugendpsychiatrie
- Anästhesie und Operative Intensivmedizin
- Radiologie
- Augenheilkunde
- Labor- und Transfusionsmedizin
- Pathologie

Zum Krankenhaus gehören darüber hinaus der Pflegedienst, die Evangelische Krankenhaushilfe sowie weitere Kliniken in Nordfriesland, Kappeln und Flensburg. Außerdem beherbergt das Diakonissenkrankenhaus die zentrale Notaufnahme für die Flensburger Kliniken im Rahmen des Medizinischen Klinikverbundes Flensburg. Patienten können auch mittels Hubschrauber in die DIAKO gebracht werden, denn die DIAKO besitzt ein eigenes Landedeck am Burgplatz.

### Förde-Klinik
Die Förde-Klinik liegt auf der gegenüberliegenden Fördeseite in Mürwik. Ihr Villen-Gebäude in der Mürwiker Straße 115 stammt aus dem Jahr 1908. Bis zum 30. April 2012 diente sie als Geburtsklinik. Mehr als 15 000 Kinder wurden dort geboren. Die Behandlungsschwerpunkte der Fördeklinik sind heute die operative Gynäkologie, die ästhetische Chirurgie und Gefäßchirurgie mit dem Schwerpunkt der Behandlung von Krampfadern. Geburtsvorbereitungskurse finden weiterhin in der Fördeklinik statt.

## Forschung und Lehre
Das Diakonissenkrankenhaus Flensburg ist ein akademisches Lehrkrankenhaus. In Kooperation mit der Christian-Albrechts-Universität Kiel werden Mediziner aller Fachrichtungen ausgebildet und absolvieren hier ihr praktisches Jahr. Darüber hinaus wird im ökumenischen Bildungszentrum (ÖBIZ) in drei klassischen Pflegeberufen ausgebildet.
Ärzte verschiedener Fachrichtungen, die im Diakonissenkrankenhaus Flensburg tätig waren und sind, publizieren regelmäßig ihre Erkenntnisse und sind national und international anerkannt.